# Independencia (prowincja)
Independencia – jedna z 32 prowincji Dominikany. Stolicą prowincji jest miasto Jimaní.

## Opis
Prowincja położona na zachodzie Dominikany, zajmuje powierzchnię 1 771 km² i liczy 52 589 mieszkańców 1 grudnia 2010.

## Gminy
| Lp.     | Gmina          | Liczba ludności (2010) | Powierzchnia (km²) |
| ------- | -------------- | ---------------------- | ------------------ |
| 1       | Cristóbal      | 6 431                  | 159                |
| 2       | Duvergé        | 12 029                 | 441                |
| 3       | Jimaní         | 16 510                 | 473                |
| 4       | La Descubierta | 8 310                  | 193                |
| 5       | Mella          | 3 641                  | 383                |
| 6       | Postrer Río    | 5 668                  | 123                |
| Łącznie |                | 52 589                 | 1 771              |